# Riedel (fabricant de verre)
Pour les articles homonymes, voir Riedel.

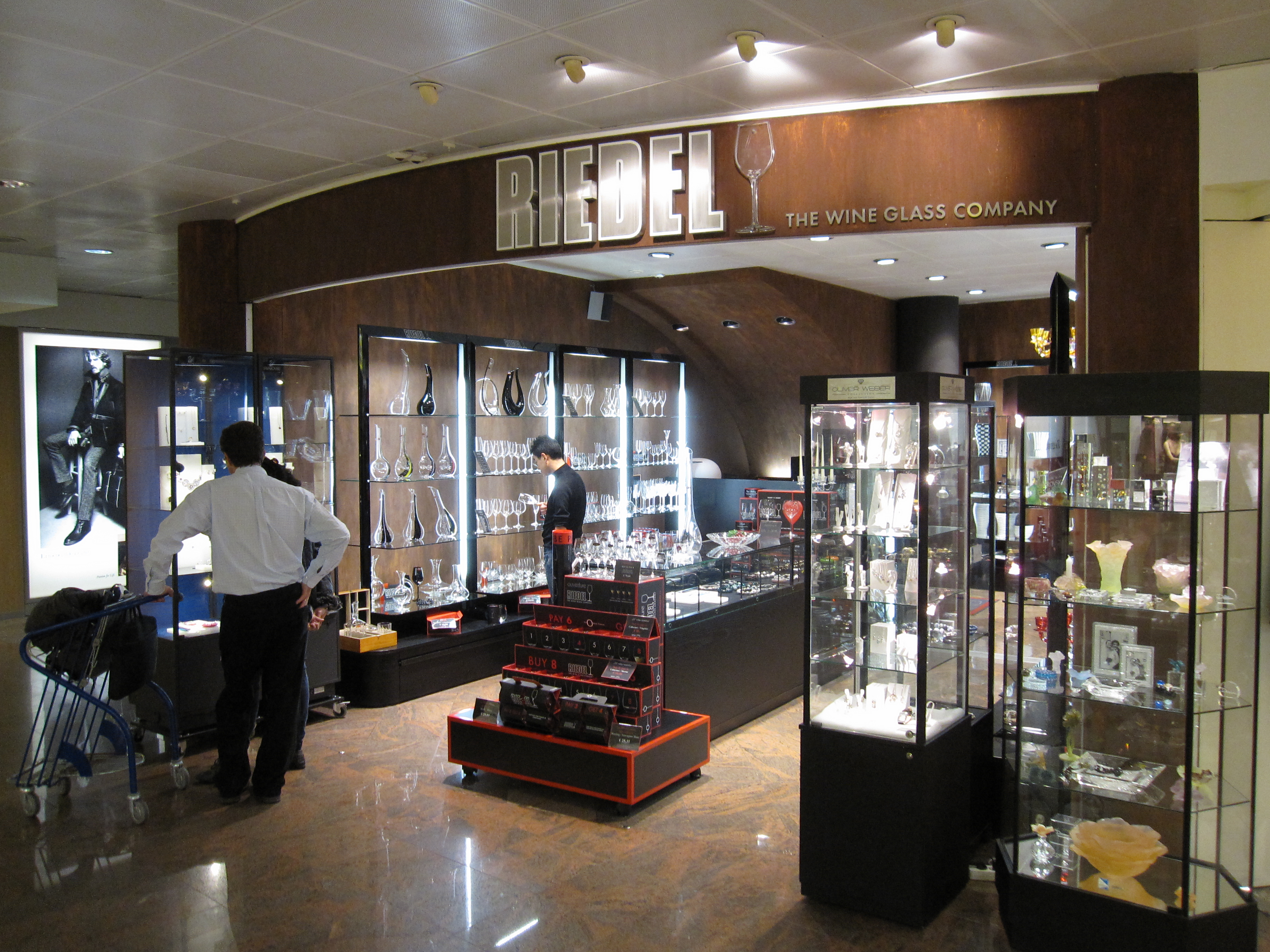
Une boutique Riedel à Vienne.

Riedel est une entreprise autrichienne spécialisée dans la fabrication du verre et de verres à vin en cristal. L'entreprise est fondée en 1756 et son siège social se situe à Kufstein en Autriche.

## Histoire
L'histoire de la famille Riedel remonte au XVIIe siècle, Johann Christophe Riedel est alors marchand de verre itinérant. À sa suite, dix générations d'artisans vont se succéder, en commençant par Johann Leopold Riedel, qui travaille d'abord à la verrerie Antoniwald de Zelcker, avant de la racheter en 1756.
Claus Riedel relance l'activité de l'entreprise, en ayant le premier l'idée d'adapter la forme des verres aux cépages dégustés. 
En 2013, Maximilian J. Riedel reprend la direction de l'entreprise à la suite de son père Georg J. Riedel. 
En 2014, Riedel ajoute à sa gamme un verre à Coca-Cola, en partenariat avec la marque américaine. 
En 2022, Riedel annonce à la suite de la guerre russo-ukrainienne, que la matière première, la potasse, se fera de plus en plus rare dans les années à venir, parce que l'Ukraine en est le plus grand exportateur européen.

## Influence du verre sur la dégustation
Le manque d'études ou d'expériences démontrant une réelle influence du verre sur la dégustation pousse certain à voir dans cette affirmation du pur marketing de la part de Riedel, et par extension, des autres verreries.